# ماغي ماكدونيل
ماجي ماكدونيل Maggie MacDonnell هي معلمة كندية وممارس تنمية وأصبحت المعلمة الثالثة التي تنال جائزة التدريس المعروفة باسم جائزة أفضل المعلمين العالمية، وهي جائزة بقيمة مليون دولار من مؤسسة فاركي. وقدم الجائزة رئيس مجلس الوزراء ونائب رئيس الدولة وحاكم إمارة دبي الشيخ محمد بن راشد آل مكتوم. تقوم ماجي ماكدونيل بتدريس الطلاب في قرية سالويت، حيث تنخفض درجة الحرارة غالبًا لتصل من 13 درجة مئوية إلى -25 درجة مئوية في الشتاء.

## نشأتها ودرستها
ولدت ماجي ونشأت في نوفا سكوشا في شرق كندا وحصلت على درجة الماجستير من جامعة كندية. وهي تعمل مع اللاجئين الكونغوليين لإعادة تأهيلهم ونشطاء فيروس نقص المناعة البشرية / الإيدز التنزانيون لتقديم المشورة للمرضى المتأثرين اجتماعياً. في منطقة معزولة من القطب الشمالي في كندا، تعلم ماجي الطلاب «خاصة الفتيات» في المرحلة الثانوية العليا والأولاد الذين تتراوح أعمارهم بين 13 و 18 عامًا. قبل العمل كمدرس، قيل أن المنطقة المعزولة في البلاد تعاني من عدم المساواة الاجتماعية. ووفقًا لوسائل الإعلام، أعادت «العمل اللطيف» إلى حد ما، مما أدى إلى تحسينات في الطلاب الكنديين حيث نقوم بالعمل.

## المشاركات الاجتماعية
كانت ماجي تعمل في البداية في صحراء إفريقيا جنوب قبل أن تسافر إلى سالويت حيث تُدرس الطلاب لأكثر من ست سنوات. أجرت العديد من برامج التوعية الاجتماعية الهادفة إلى تثقيف الشباب الذين وقعوا ضحايا للاكتئاب وإدمان الكحول والمخدرات. قبل وصولها إلى قرية الإنويت، كان هناك انخفاض مسجل في نظام التعليم فيها. أدارت برامج للشابات على مستوى المدرسة أدت إلى زيادة بنسبة تصل إلى 500٪ في التحاق الفتيات بمدارس الإنويت.

## روابط خارجية
- ماجي ماكدونيل - جائزة المعلم العالمية 2017 - فائزة على موقع يوتيوب